# Monocladus
Monocladus es un género de plantas herbáceas perteneciente a la familia de las poáceas. Es originario del sur de China.
Algunos autores lo consideran una sinonimia del género Bonia.

## Especies
- Monocladus amplexicaulis
- Monocladus levigatus
- Monocladus megalothyrsus (Gaoligongshania megalothyrsa)
- Monocladus parviflosculus
- Monocladus saxatilis
- Monocladus solidus